# Kevin Kiley (político)
Kevin Patrick Kiley (Sacramento, California, 30 de enero de 1985) es un abogado y político estadounidense. Afiliado al Partido Republicano, desde 2023 se desempeña como miembro de la Cámara de Representantes de los Estados Unidos por el 3.º distrito congresional de California. Anteriormente, fue miembro de la Asamblea Estatal de California por el 6º distrito.
Kiley fue candidato para reemplazar al gobernador Gavin Newsom en la elección revocatoria del 14 de septiembre de 2021.

## Primeros años
Kiley nació y se crio en Sacramento, donde su padre era médico y su madre era maestra. Asistió a escuelas públicas locales. En 2003 se graduó como valedictorian de la quinta clase de graduados de Granite Bay High School.
Kiley asistió a la Universidad de Harvard, donde se graduó con altos honores con su tesis titulada "El movimiento por los derechos civiles y el resurgimiento de la democracia clásica". Después de graduarse, se convirtió en maestro en Los Ángeles a través de Teach For America y obtuvo sus credenciales de maestro en la Universidad Loyola Marymount. En 2008 fue reconocido como campeón nacional de debate mientras participaba como miembro del equipo de debate de Loyola. Más tarde asistió a la Escuela de Derecho de Yale, trabajó como editor del Yale Law Journal, y fue empleado del Banco de la Reserva Federal de Nueva York. Regresó a California, donde se incorporó al despacho de abogados Irell & Manella.

## Carrera
Como abogado, Kiley litigó el caso contra la empresa china Huawei por robo de secretos comerciales, en una demanda que se convirtió en la base de una investigación criminal federal contra dicha empresa.
Más tarde, como fiscal general adjunto de California, Kiley representó a la gente de California en casos contra delincuentes condenados. También se desempeñó como profesor adjunto en la Escuela de Derecho McGeorge de la Universidad del Pacífico.
En mayo de 2016, Kiley le dijo a The Sacramento Bee que apoyaba al entonces gobernador de Ohio, John Kasich, en las elecciones presidenciales de Estados Unidos de 2016.
En 2016, Kiley fue elegido miembro de la Asamblea Estatal de California. Uno de sus primeros actos legislativos fue redactar una resolución para proteger la libertad de expresión en los campus universitarios, que fue aprobada por unanimidad en la Legislatura del Estado.
Después de ganar un segundo mandato en la Asamblea Estatal, Kiley se postuló para el Senado Estatal por el 1º distrito de California para suceder al también republicano Ted Gaines, quien renunció para convertirse en miembro de la Junta de Ecualización de California. Terminó segundo en la primaria, pero perdió la segunda vuelta ante su compañero asambleísta Brian Dahle.
En junio de 2020, Kiley y su colega legislador James Gallagher demandaron al gobernador Gavin Newsom por abuso de poderes. Actuando como sus propios abogados, Kiley y Gallagher ganaron el juicio contra Newsom, y el tribunal superior dictaminó que Newsom había abusado de sus poderes de emergencia. Kiley se convertiría más tarde en una voz destacada en la campaña para destituir a Newson de su cargo como gobernador, y en enero de 2021 publicó un libro titulado "Recordemos a Gavin Newsom: el caso contra el gobernador más corrupto de Estados Unidos".
Un mes después de ganar la reelección en 2020, Kiley anunció que rechazaría todos los fondos de intereses especiales. Se desempeña como Vicepresidente del Comité de Educación de la Asamblea y Vicepresidente del Comité de Privacidad y Protección al Consumidor, y es miembro del Comité de Educación Superior, el Comité de Vivienda y Desarrollo Comunitario, el Comité Judicial, el Comité Conjunto de Auditoría Legislativa y del Comité de Presupuesto Legislativo Conjunto.
El 6 de julio de 2021, Kiley anunció que se postularía como candidato a gobernador de California en las elecciones revocatorias de 2021.

## Resultados electorales

### Asamblea Estatal de California
|  | 64.59 % |

|  | 58.02 % |

|  | 58.96 % |

### Senado Estatal de California
| 2019 | 1.º distrito | R | 72,169 | \| \| 46.06 % \| | No electo | [ 15 ] |
|      | 46.06 %      |   |        |                  |           |        |

### Gobernador de California
| Año  |        | Partido | Etapa   | Votos           | Porcentaje | Resultado | Ref. |
| ---- | ------ | ------- | ------- | --------------- | ---------- | --------- | ---- |
| 2021 | R      | General | 255,490 | \| \| 3.47 % \| | No electo  | [ 16 ]    |      |
|      | 3.47 % |         |         |                 |            |           |      |

### Cámara de Representantes de los Estados Unidos
| 2022 | 3.º distrito congresional de California | R | 181,438 | \| \| 53.65 % \| | Electo | [ 17 ] |
|      | 53.65 %                                 |   |         |                  |        |        |